# Eriberto Leão
Eriberto de Castro Leão Monteiro, bardziej znany jako Eriberto Leão (ur. 11 czerwca 1972 r. w São José dos Campos, w stanie São Paulo) – brazylijski aktor telewizyjny, teatralny i filmowy.
W marcu 2005 r. w Pernambuco zagrał Jezusa Chrystusa w widowisku Męka Chrystusa, Nowa Jerozolima.
Z nieformalnego związku z Andreą Leal ma syna João (ur. 5 lutego 2011 w Rio de Janeiro).

## Wybrana filmografia

### TV
- 1996: Antonio od cudów (Antônio dos Milagres) jako Fernando Bulhões / Św. Antonio
- 1997: Miłość jest w powietrzu (O Amor Está no Ar) jako João
- 1998: Serras Azuis jako Padre Walter
- 2000: Znaki męki (Marcas da Paixão) jako Ivan Barreto
- 2004: Cabocla jako Tomé
- 2004: W ramach nowego kierunku (Sob Nova Direção)
- 2005: Gorąca linia (Linha Direta) jako kpt. Wilson Machado
- 2006: Panna dziedziczka (Sinhá Moça) jako Dimas
- 2006: Tylko moje życie (Por Toda Minha Vida) jako César Camargo Mariano
- 2007: Dwie twarze (Duas Caras) jako Italo
- 2007: Amazônia: De Galvez a Chico Mendes jako Genesco de Castro
- 2009: Paraíso jako Zeca
- 2011: Szalone serce (Insensato Coração) jako Pedro Brandão
- 2014: Malhação jako Gael Duarte

### filmy fabularne
- 2008: Gdzie będzie chodzić Dulce Veiga? (Onde Andará Dulce Veiga?) jako Caio
- 2009: Każdy człowiek (Um Homem Qualquer) jako Jonas
- 2009: Natręt (Intruso) jako intruz
- 2010: Rowery Malu (Malu de Bicicleta) jako Garçom
- 2011: Atak na Banku Centralnego Brazylii w Fortaleza (Assalto ao Banco Central) jako Mineiro
- 2012: De Pernas pro Ar 2 jako Ricardo
- 2014: O Senhor do Labirinto